# Carlton Palmer
Carlton Lloyd Palmer (Rowley Regis, 5 de dezembro de 1965) é um ex-futebolista e treinador de futebol inglês que jogava como volante. Também atua como comentarista esportivo.

## Carreira de jogador e treinador
Jogou nas categorias de base do Chelsea e do West Bromwich Albion, fazendo sua estreia profissional em dezembro de 1984, enquanto seu primeiro jogo na primeira divisão inglesa foi em setembro de 1985, contra o Newcastle, saindo do banco de reservas.
Sua melhor fase foi no Sheffield Wednesday, que pagou 750 mil libras para contar com Palmer em fevereiro de 1989, tendo conquistado a Copa da Liga Inglesa de 1990–91 (não jogou a final por estar suspenso) sobre o Manchester United. Defendeu também Leeds United, Southampton, Nottingham Forest, Coventry City e Watford, voltando a vestir a camisa do Sheffield Wednesday por um curto período em 2001.
Em novembro do mesmo ano, assinou pelo Stockport County como jogador e técnico, deixando o cargo em setembro de 2003. Ficou um ano parado e voltaria aos gramados pelo Dublin City, disputando 3 jogos em agosto de 2004. 3 meses depois, assumiu o comando técnico do Mansfield Town, onde chegou a atuar uma vez.
Após 8 anos parado, o volante voltaria a jogar em 2013, no Staveley Miners Welfare, equipe da Northern Counties East Football League. Em abril de 2021, foi anunciado como novo técnico do Grantham Town. Aos 55 anos, devido a uma crise de lesões no elenco, teve que ser relacionado como jogador na partida contra o Ashton United, mas não saiu do banco de reservas. Em novembro, Palmer deixaria o clube juntamente com o presidente Darren Ashton.

## Seleção Inglesa
Com passagens pelas seleções Sub-21 e B da Inglaterra, Palmer representou a equipe principal do English Team em 18 jogos, marcando um gol contra San Marino. Foi convocado para a Eurocopa de 1992, e embora tivesse atuado nas 3 partidas da seleção, não evitou a queda na primeira fase da competição. 
Seu último jogo pela Inglaterra foi em outubro de 1993, contra os Países Baixos, pelas eliminatórias da Copa de 1994.

## Títulos
Sheffield Wednesday
- Copa da Liga Inglesa: 1990–91

### Individuais
- Time do Ano da Associação dos Futebolistas Profissionais: 1990–91 (Segunda Divisão)[12]